# Persone di nome Krzysztof
| Questa pagina contiene informazioni ricavate automaticamente dalle voci biografiche con l'ausilio del template Bio e di un bot. L'aggiornamento è periodico e automatico e ricostruisce completamente la pagina. Se manca una persona in questa lista, sei pregato di non aggiungerla, ma accertati piuttosto che la sua voce biografica contenga il template Bio e che i dati anagrafici siano correttamente compilati. Se il template Bio manca, inseriscilo tu stesso o, in alternativa, metti l'avviso {{tmp\|Bio}} che ne segnala la mancanza. Se i dati riportati sono sbagliati, correggi direttamente la voce biografica; le modifiche saranno visibili in questa lista entro pochi giorni. Per chiarimenti vedi il progetto antroponimi. La lista contiene solo le 70 persone che sono citate nell'enciclopedia e per le quali è stato implementato correttamente il template Bio. Pagina aggiornata al 16 ott 2024. |

Questa è una lista di persone presenti nell'enciclopedia che hanno il prenome Krzysztof, suddivise per attività principale.

## Allenatori di calcio(3)
- Krzysztof Brede, allenatore di calcio e ex calciatore polacco (Gdynia, n. 1981)
- Krzysztof Pawlak, allenatore di calcio e ex calciatore polacco (Trzebiechów, n. 1958)
- Krzysztof Warzycha, allenatore di calcio, politico e ex calciatore polacco (Katowice, n. 1964)

## Allenatori di hockey su ghiaccio(1)
- Krzysztof Birula-Białynicki, allenatore di hockey su ghiaccio e hockeista su ghiaccio polacco (Vilnius, n. 1944 - Łódź, † 2014)

## Allenatori di pallacanestro(1)
- Krzysztof Roszyk, allenatore di pallacanestro e ex cestista polacco (Poznań, n. 1978)

## Alpinisti(1)
- Krzysztof Wielicki, alpinista polacco (Szklarka Przygodzicka, n. 1950)

## Arbitri di calcio(1)
- Krzysztof Jakubik, arbitro di calcio polacco (Siedlce, n. 1983)

## Artisti(1)
- Krzysztof Wodiczko, artista, storico e docente polacco (Varsavia, n. 1943)

## Artisti marziali misti(1)
- Krzysztof Soszynski, artista marziale misto e lottatore polacco (Stalowa Wola, n. 1977)

## Batteristi(1)
- Krzysztof Raczkowski, batterista polacco (Kętrzyn, n. 1970 - Olsztyn, † 2005)

## Calciatori(17)
- Krzysztof Bukalski, ex calciatore polacco (Cracovia, n. 1970)
- Krzysztof Chrapek, calciatore polacco (Czechowice-Dziedzice, n. 1985)
- Krzysztof Gajtkowski, ex calciatore polacco (Bytom, n. 1980)
- Krzysztof Janus, calciatore polacco (Brzeg Dolny, n. 1986)
- Krzysztof Kamiński, calciatore polacco (Nowy Dwór Mazowiecki, n. 1990)
- Krzysztof Kotorowski, ex calciatore polacco (Poznań, n. 1976)
- Krzysztof Kozik, ex calciatore polacco (Tychy, n. 1978)
- Krzysztof Król, ex calciatore polacco (Rydułtowy, n. 1987)
- Krzysztof Kubica, calciatore polacco (Żywiec, n. 2000)
- Krzysztof Mączyński, ex calciatore polacco (Cracovia, n. 1987)
- Krzysztof Nowak, calciatore polacco (Varsavia, n. 1975 - Wolfsburg, † 2005)
- Krzysztof Ostrowski, ex calciatore polacco (Breslavia, n. 1982)
- Krzysztof Piątek, calciatore polacco (Dzierżoniów, n. 1995)
- Chris Poźniak, ex calciatore polacco (Cracovia, n. 1981)
- Krzysztof Wołczek, ex calciatore polacco (Breslavia, n. 1979)
- Krzysztof Żukowski, ex calciatore polacco (Słupsk, n. 1985)
- Krzysztof Łągiewka, ex calciatore polacco (Kolno, n. 1983)

## Canoisti(1)
- Krzysztof Kołomański, ex canoista polacco (Opoczno, n. 1973)

## Cestisti(8)
- Krzysztof Dryja, ex cestista polacco (Varsavia, n. 1974)
- Krzysztof Fikiel, ex cestista polacco (Rdziostów, n. 1958)
- Krzysztof Guła, ex cestista polacco (n. 1948)
- Krzysztof Koziorowicz, ex cestista e allenatore di pallacanestro polacco (Choszczno, n. 1957)
- Krzysztof Mila, ex cestista polacco (Breslavia, n. 1970)
- Krzysztof Sitkowski, cestista polacco (Varsavia, n. 1935 - Varsavia, † 1988)
- Krzysztof Sulima, cestista polacco (Białystok, n. 1990)
- Krzysztof Szubarga, ex cestista polacco (Inowrocław, n. 1984)

## Ciclisti su strada(1)
- Krzysztof Szczawiński, ex ciclista su strada polacco (Nowe Miasto Lubawskie, n. 1979)

## Compositori(2)
- Krzysztof Meyer, compositore e pianista polacco (Cracovia, n. 1943)
- Krzysztof Penderecki, compositore e direttore d'orchestra polacco (Dębica, n. 1933 - Cracovia, † 2020)

## Filosofi(1)
- Krzysztof Pomian, filosofo, storico e saggista polacco (Varsavia, n. 1934)

## Giocatori di calcio a 5(1)
- Krzysztof Mikołajewski, ex giocatore di calcio a 5 polacco (n. 1966)

## Lottatori(1)
- Krzysztof Bieńkowski, lottatore polacco (n. 1990)

## Matematici(1)
- Krzysztof Gawędzki, matematico e fisico polacco (Żarki, n. 1947 - Lione, † 2022)

## Musicisti(1)
- Krzysztof Komeda, musicista e pianista polacco (Poznań, n. 1931 - Varsavia, † 1969)

## Nobili(1)
- Krzysztof Mikołaj Radziwiłł, nobile e politico polacco (Vilnius, n. 1547 - Łosośna, † 1603)

## Nuotatori(1)
- Krzysztof Chmielewski, nuotatore polacco (n. 2004)

## Ostacolisti(1)
- Krzysztof Kiljan, ostacolista polacco (Białystok, n. 1999)

## Pallavolisti(2)
- Krzysztof Gierczyński, ex pallavolista polacco (Gubin, n. 1976)
- Krzysztof Ignaczak, ex pallavolista polacco (Wałbrzych, n. 1978)

## Poeti(1)
- Krzysztof Kamil Baczyński, poeta polacco (Varsavia, n. 1921 - Varsavia, † 1944)

## Politici(2)
- Krzysztof Bosak, politico polacco (Zielona Góra, n. 1982)
- Krzysztof Hołowczyc, politico e pilota di rally polacco (Olsztyn, n. 1962)

## Presbiteri(1)
- Krzysztof Charamsa, presbitero e teologo polacco (Gdynia, n. 1972)

## Pugili(1)
- Krzysztof Kosedowski, ex pugile polacco (Tczew, n. 1960)

## Registi(4)
- Krzysztof Kieślowski, regista, sceneggiatore e scrittore polacco (Varsavia, n. 1941 - Varsavia, † 1996)
- Krzysztof Krauze, regista polacco (Varsavia, n. 1953 - Varsavia, † 2014)
- Krzysztof Lang, regista e sceneggiatore polacco (Varsavia, n. 1950)
- Krzysztof Zanussi, regista, sceneggiatore e produttore cinematografico polacco (Varsavia, n. 1939)

## Saltatori con gli sci(2)
- Krzysztof Biegun, ex saltatore con gli sci polacco (Gilowice, n. 1994)
- Krzysztof Miętus, ex saltatore con gli sci polacco (n. 1991)

## Sceneggiatori(1)
- Krzysztof Piesiewicz, sceneggiatore e politico polacco (Varsavia, n. 1945)

## Schermidori(2)
- Krzysztof Grzegorek, ex schermidore polacco (Łuczywno, n. 1946)
- Krzysztof Mikołajczak, schermidore polacco (n. 1984)

## Scultori(2)
- Krzysztof Perwanger, scultore polacco (n. 1700 - † 1785)
- Krzysztof Peucker, scultore polacco (Königsberg, n. 1662 - Rößel, † 1735)

## Sollevatori(2)
- Krzysztof Beck, sollevatore polacco (Kolomyja, n. 1930 - Bydgoszcz, † 1996)
- Krzysztof Siemion, ex sollevatore polacco (Ratoszyn Pierwszy, n. 1966)

## Vescovi cattolici(3)
- Krzysztof Nitkiewicz, vescovo cattolico polacco (Białystok, n. 1960)
- Krzysztof Józef Nykiel, vescovo cattolico polacco (Osjaków, n. 1965)
- Krzysztof Stefan Włodarczyk, vescovo cattolico polacco (Sławno, n. 1961)